# Хаплогрупа I-M438
У људској генетици, Хаплогрупа I2 (S31) је хаплогрупа Y хромозома. Њена варијанта I2* је типична за Јужне Словене, нарочито за Србе, Хрвате и Муслимане. Друга варијанта, I2, је у блиској вези са староседеоцима Сардиније, али је у малој или умереној учесталости нађена и на простору Баскије, Иберије уопште, Француске, Италије, Британских острва и Шведске. Насупрот учесталости на југоистоку Европе варијанте I2* и на југозападу варијанте I2, варијанта I2 се може најчешће наћи код становништва северозападне Европе, нарочито у Данској, Немачкој, Холандији и Британским острвима.

## Подгрупе
- I1
- I2 L68/PF3781/S329, M438/P215/PF3853/S31
- • • I2* -
- • • I2a L460/PF3647/S238
- • • • I2a* -
- • • • I2a1 P37.2/PF4004
- • • • • I2a1* -
- • • • • I2a1a L158/PF4073/S433, L159.1/S169.1, M26/PF4056
- • • • • • I2a1a* -
- • • • • • I2a1a1 L672/S327
- • • • • • I2a1a1* -
- • • • • • I2a1a1a L160/PF4013/S184
- • • • • I2a1b CTS176/S2621, CTS1293/S2632, CTS1802/S2638, CTS5375/S2679, CTS5985/S2687, CTS7218/S2702, CTS8239/S2715, CTS8486/S2722, CTS11030/S2768, L178/S328, M423
- • • • • • I2a1b* -
- • • • • • I2a1b1 M359.2/P41.2
- • • • • • I2a1b2 L161.1/S185
- • • • • • • I2a1b2* -
- • • • • • • I2a1b2a L1498
- • • • • • I2a1b3 L621/S392
- • • • • • • I2a1b3* -
- • • • • • • I2a1b3a L147.2
- • • • • I2a1c L233/S183
- • • • • I2a1d L880
- • • • • I2a1e L1294
- • • • I2a2 L35/PF3862/S150, L37/PF6900/S153, L181, M436/P214/PF3856/S33, P216/PF3855/S30, P217/PF3854/S23, P218/S32
- • • • • I2a2* -
- • • • • I2a2a L34/PF3857/S151, L36/S152, L59, L368, L622, M223, P219/PF3859/S24, P220/S119, P221/PF3858/S120, P222/PF3861/U250/S118, P223/PF3860/S117, Z77
- • • • • • I2a2a* -
- • • • • • I2a2a1 CTS616, CTS9183
- • • • • • • I2a2a1* -
- • • • • • • I2a2a1a M284
- • • • • • • • I2a2a1a* -
- • • • • • • • I2a2a1a1 L1195
- • • • • • • • • I2a2a1a1* -
- • • • • • • • • I2a2a1a1a L126/S165, L137/S166, L369
- • • • • • • • • I2a2a1a1b L1193
- • • • • • • I2a2a1b L1229
- • • • • • • • I2a2a1b* -
- • • • • • • • I2a2a1b1 Z2054
- • • • • • • • • I2a2a1b1* -
- • • • • • • • • I2a2a1b1a L812/S391
- • • • • • • • • I2a2a1b1b P53.3
- • • • • • • • I2a2a1b2 L1230
- • • • • • • I2a2a1c CTS10057, CTS10100
- • • • • • • • I2a2a1c* -
- • • • • • • • I2a2a1c1 L701, L702
- • • • • • • • • I2a2a1c1* -
- • • • • • • • • I2a2a1c1a P78
- • • • • • • • • I2a2a1c1b L699, L703
- • • • • • • • • • I2a2a1c1b* -
- • • • • • • • • • I2a2a1c1b1 L704
- • • • • • • • I2a2a1c2 Z161
- • • • • • • • • I2a2a1c2* -
- • • • • • • • • I2a2a1c2a L801/S390
- • • • • • • • • • I2a2a1c2a* -
- • • • • • • • • • I2a2a1c2a1 CTS1977
- • • • • • • • • • • I2a2a1c2a1* -
- • • • • • • • • • • I2a2a1c2a1a P95
- • • • • • • • • • • I2a2a1c2a1b CTS1858
- • • • • • • • • • I2a2a1c2a2 CTS6433
- • • • • • • • • • • I2a2a1c2a2* -
- • • • • • • • • • • I2a2a1c2a2a Z78
- • • • • • • • • • • • I2a2a1c2a2a* -
- • • • • • • • • • • • I2a2a1c2a2a1 L1198
- • • • • • • • • • • • • I2a2a1c2a2a1* -
- • • • • • • • • • • • • I2a2a1c2a2a1a Z190
- • • • • • • • • • • • • • I2a2a1c2a2a1a* -
- • • • • • • • • • • • • • I2a2a1c2a2a1a1 S434/Z79
- • • • • • • • • • • • • I2a2a1c2a2a1b P195.2
- • • • • • • • • • • I2a2a1c2a2b ZS20
- • • • • • • • • • • • I2a2a1c2a2b* -
- • • • • • • • • • • • I2a2a1c2a2b1 CTS661/L1272
- • • • • • • • • • I2a2a1c2a3 L1290, L1317
- • • • • • • • • I2a2a1c2b L623, L147.3
- • • • • • I2a2a2 L1228
- • • • • I2a2b L38/S154, L39/S155, L40/S156, L65.1/S159.1, L272.3
- • • • • • I2a2b* -
- • • • • • I2a2b1 L533/S295
- • • I2b L415/S435, L416, L417/S332
- • • I2c L596/PF6907/S292, L597/S333
- • • • I2c* -
- • • • I2c1 L1251
- • • • I2c2 CTS7767.1

### I2
Хаплогрупа I2 (P37.2) се најавише јавља код становништва источне Европе, са највећом учесталошћу на западном Балкану, највише у Далмацији и у Босни и Херцеговини (40 - 50%).
Велика учесталост Хаплогрупе I1b1* код становништва западног Балкана се можда може објаснити хипотезом да је Јадранска регија данашње Хрватске током глацијалног периода служила као уточиште за становништво које је носило Хаплогрупу I2.
Хаплогрупа I2 (P41.2 (M359)), која је осим на Сардинији нађена још само, са малом учесталошћу, у југозападној Европи. Више од 40% Сардинијаца припада овој групи.
Изумрло западноевропско палеолитско становништво које је носило хаплогрупу I1b1b (M26) мора да је живело негде западно од Апенина у источној Иберији, јужној Француској или западној Италији, одакле је пре око 9.000 година успешно колонизовала острво Сардинију. Упркос чињеници да хаплогрупа I2-P41.2=M359, предоминантна на Сардинији, долази од предоминантно Балканске хаплогрупе I2-P37.2, хаплогрупе I2 просто нема источно од Француске и Италије иако је у малој али значајној учесталости нађена још и код становништва Балеарских острва, Кастиље, Баскије, Пиринеја, јужне и западне Француске, и деловима Магреба, Велике Британије и Ирске. Тако да хаплогрупа I1b1b изгледа да је у блиској вези са југозападним Европљанима палеолитског порекла и њихови носиоци имају само далеку везу са становништвом хаплогрупе I2 са Балкана..